# DRM (广播)

DRM的标志。

DRM，全称“Digital Radio Mondiale”，直译为“世界数字广播”（“Mondiale”在法语及意大利语中意为“世界”），是一种数字音频广播技术。DRM也是主导这一技术的非营利组织的名称。

## 简介

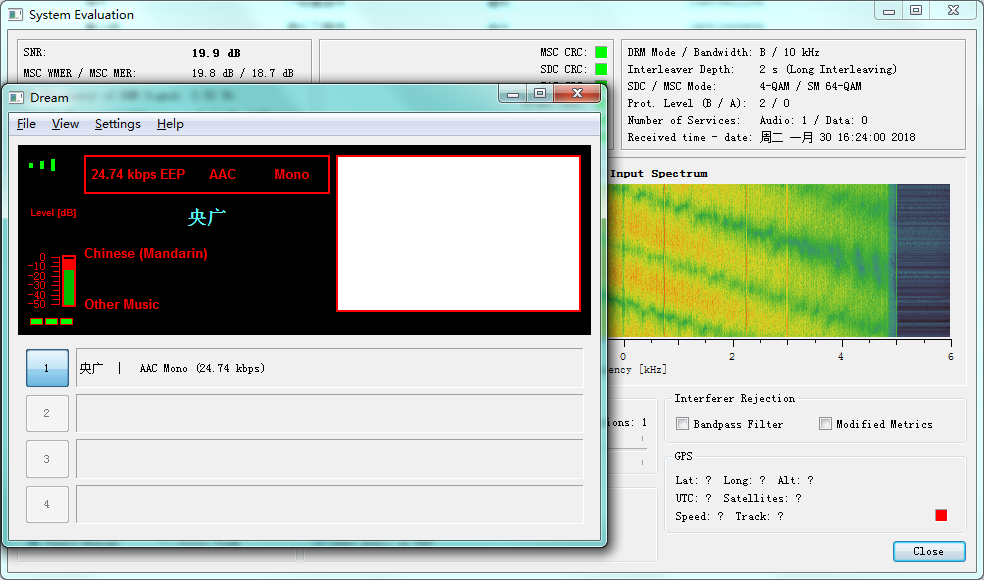
在电脑上使用解码软件接收DRM数字广播。图中解调出的信号为中央人民广播电台中国之声的节目。

1998年3月5日，来自多国的20余家广播机构在中国广州签署谅解备忘录，成立DRM组织。2001年，欧洲电信标准协会（ETSI）制定了DRM广播标准；2003年，经国际电工委员会（IEC）批准，DRM正式成为世界性标准。
DRM原先主要用于调幅广播（尤其是短波广播）频段（0-30MHz）。2004年11月，DRM组织提出了一项将DRM扩展应用至更高频率（30-120MHz）范围的建议（DRM+，又称DRM模式E）。2005年3月，该建议在DRM全会上表决通过。经过几年的研发和测试，DRM+技术于2009年作为欧洲电信标准协会（ETSI）标准公布。原先用于30MHz以下的DRM标准被称为“DRM30”。
DRM信源编码主要采用AAC标准，随着技术发展，也有采用CELP和HVXC等数字音频编码标准的电台，比特率范围8kbps到72kbps，在9kHz带宽下即可达到传统模拟调频广播的音质。依不同用途，DRM占用带宽也有所不同：
| 带宽（kHz） | 用途                                                                                           |
| ----------- | ---------------------------------------------------------------------------------------------- |
| 4.5         | 用于9kHz步进中波广播的模拟数字同频播出                                                         |
| 5           | 用于10kHz步进中波广播的模拟数字同频播出                                                        |
| 9           | 用于9kHz步进中波广播的全数字播出                                                               |
| 10          | 用于10kHz步进中波广播的全数字播出                                                              |
| 18          | 用于9kHz步进带宽系统的带宽扩展，以提供更高质量的音频广播                                       |
| 20          | 用于10kHz步进带宽系统的带宽扩展，以提供更高质量的音频广播，为DRM30标准所能提供的音质最好的广播 |
| 100         | 用于DRM+广播，最多可传输四套广播节目                                                           |

目前多个国家和地区已开播或者正在测试DRM广播，如英国的BBC、印度的AIR、朝鲜的朝鲜中央放送、中国大陆的中央人民广播电台、台湾的中央广播电台等。